# Bernd Herndlhofer
Bernd Herndlhofer (ur. 9 lipca 1990 roku w Wiedniu) – austriacki kierowca wyścigowy.

## Kariera
Herndlhofer rozpoczął karierę w jednomiejscowych samochodach wyścigowych w 2006 roku, od startów w Formule Lista Junior oraz w Formule BMW ADAC. Jedynie w Formule Lista Junior był klasyfikowany. Z dorobkiem 38 punktów uplasował się tam na siódmej pozycji w klasyfikacji generalnej. Rok później w tej samej serii był już czwarty. W 2008 roku przeniósł się do ATS Formel 3 Cup, gdzie zdobył tytuł wicemistrzowski w Trofeum, Do Austriackiej Formuły 3, gdzie również był wicemistrzem oraz do Austriackiej Formuły Renault, gdzie zajął dziewiąte miejsce. W późniejszych latach startował także w ATS Formel 3 Cup, FIA GT3 European Championship, ADAC GT Masters, BOSS GP (mistrz w 2012 roku) oraz w Classic Grand Prix Baku. Podczas rundy na torze Circuit Paul Ricard dołączył w 2013 roku również do stawki Europejskiego Pucharu Formuły Renault 2.0 z austriacką ekipą Interwetten.com Racing. Tam jednak nie ukończył żadnego wyścigu.